# Amt Altenhof
Das Amt Altenhof war eine territoriale Verwaltungseinheit des geistlichen Fürstentums Fulda.
Der Amtsbezirk Altenhof umfasste die fürstlichen Vorstädte der Residenz. Er teilte sich in Ober-, Mittel- und Untergemeinde. Der Name war vom gleichnamigen Fronhofsverband abgeleitet. Der Altenhof war ursprünglich dem Abt unterstellt und Sitz seiner Verwaltung. An der Spitze des Amtes stand der Schultheiß und der Torkämmerer. Das zweite Amt war in der Familie Jarmann erblich. 1733 erwarb der Dechant des Stiftes Fulda den Altenhof mit hoher und niedriger Gerichtsbarkeit.
Nach dem Reichsdeputationshauptschluss 1803 wurde das 1802 säkularisierte Hochstift Fulda aufgelöst und Kern von Nassau-Oranien-Fulda. Das Amt Altenhof wurde aufgelöst und dem Vizedomamt Fulda zugefügt. Der Sitz des Amtes war südlich des Fuldaer Doms in der Hinterburg.